# Pierre Louis Sissous
Pierre Louis Sissous est un homme politique français né le 25 août 1741 à Troyes (Aube) et mort le 28 février 1819 au même lieu.

## Biographie
Fils de Paul Gond Sissous, procureur ès juridictions de Troyes, et de Marie Anne Thérèse Aubert, il est avocat du roi au présidial de Troyes en 1770 et fait paraitre sous pseudonyme un livre "Dieu et l'homme, livre philosophique", contre lequel le clergé de Troyes protesta. Menacé par une lettre de cachet, il quitte la ville. Il est juge au tribunal de district de Troyes au début de la Révolution, puis député de l'Aube de 1791 à 1792. Il est ensuite commissaire du district de Nogent-sur-Seine, puis maire de Troyes de l'an III à l'an VIII. Il est aussi administrateur du département. En 1800, il est nommé commissaire du pouvoir exécutif près le tribunal de Troyes.

## Sources
- « Pierre Louis Sissous », dans Adolphe Robert et Gaston Cougny, Dictionnaire des parlementaires français, Edgar Bourloton, 1889-1891 [détail de l’édition]